# Bagnolet
Bagnolet je vzhodno predmestje Pariza in občina v departmaju Seine-Saint-Denis osrednje francoske regije Île-de-France. Leta 2008 je imelo naselje 33.960 prebivalcev.

## Geografija
Bagnolet leži v južnem delu departmaja 5 km vzhodno od središča Pariza. Občina meji na severu na Les Lilas, na severovzhodu na Romainville, na vzhodu in jugu na Montreuil, na zahodu pa na Pariz. Bagnolet je sestavljen iz šestih četrti: le Plateau, la Dhuys, les Malassis, la Noue, le Centre in les Coutures. 

## Administracija
Bagnolet je sedež istoimenskega kantona, vključenega v okrožje Bobigny.

## Zgodovina
1. januarja 1860 je bil manjši del občine Bagnolet pripojen Parizu, istočasno je Bagnolet pridobil manjši del ozemlja razpuščene občine Charonne. 24. julija 1867 se je del občine izločil in združil z deli ozemelj Romainvilla in Pantina v novonastalo občino Les Lilas.

## Zanimivosti
- dvorec château de Bagnolet iz 17. stoletja,
- château de l'Etang,
- cerkev Saint-Leu-Saint-Gilles.

## Pobratena mesta
- Akbou (Alžirija),
- Chatila (palestinsko taborišče, Libanon),
- Massala (Mali),
- Oranienburg (Nemčija),
- Robert (Martinique, Francija),
- Sesto Fiorentino (Italija).